# NGC 7781
NGC 7781 ist eine Spiralgalaxie vom Hubble-Typ S im Sternbild Fische auf der Ekliptik. Sie ist schätzungsweise 259 Millionen Lichtjahre von der Milchstraße entfernt und hat einen Durchmesser von etwa 60.000 Lj.  

Im selben Himmelsareal befinden sich u. a. die Galaxien NGC 7778, NGC 7779, NGC 7780, NGC 7782.
Das Objekt wurde am 16. August 1830 von John Herschel entdeckt.